# Ligne 5 du tramway d'Anvers (1903)
Pour les articles homonymes, voir Ligne 5.
La ligne 5 du tramway d'Anvers est une ancienne ligne du tramway d'Anvers, en fonctionnement de 1903 à 1956.

## Histoire
12 novembre 1903 : mise en service entre Anvers aux carrefour des Kammenstraat et Nationalestraat et Anvers Dikke Mee; traction électrique; indice 5.
juillet 1904 : extension du carrefour Kammenstraat / Nationalestraat vers la Groenplaats.
1912 : extension d'Anvers Dikke Mee vers la gare de Wilrijk avec terminus sur la Heistraat.
1936 : fusion des lignes 5 et 23 (sous l'indice 5); extension de la gare de Wilrijk (Heistraat) vers la Frans Nagelsplein.
Durant la 2de Guerre Mondiale : service limité à Anvers Groenplaats - Wilrijk Nagelsplein; service vers le nord (ex. ligne 23) repris par la ligne 12.
31 décembre 1956 : suppression.